# Sommer-Paralympics 2008/Teilnehmer (Kuba)
| stlisierte Goldmedaille | stlisierte Silbermedaille | stlisierte Bronzemedaille |
| ----------------------- | ------------------------- | ------------------------- |
| 5                       | 3                         | 6                         |

Kuba nahm mit 35 Sportlern bei den Sommer-Paralympics 2008 im chinesischen Peking teil.
Fahnenträgerin bei der Eröffnungsfeier war die Leichtathletin Yunidis Castillo. Sie war auch die erfolgreichste Athletin der kubanischen Mannschaft mit zwei Goldmedaillen, die sie im 100-Meter- und 200-Meter-Lauf der Klasse T46 gewann.

## Teilnehmer nach Sportarten

### Judo
Frauen
- María González
- Anayasi Hernandez

Männer
- Juan Carlos Cortada, 1×  (Klasse bis 100 kg)
- Isao Cruz, 1×  (Klasse bis 81 kg)
- Jorge Hierrezuelo
- Yargaliny Jimenez
- Sergio Perez
- Victor Sanchez, 1×  (Klasse bis 66 kg)

### Leichtathletik
Frauen
- Yunidis Castillo, 2×  (100 Meter, 200 Meter; Klasse T46)
- Omara Durand
- Daineris Mijan

Männer
- Yuniesky Abreu
- Roberto Avila Perez
- Isidoro Barthelemy
- Ernesto Blanco
- Ettiam Calderon, 1×  (200 Meter, Klasse T46)
- Leonardo Diaz, 1×  (Diskuswerfen, Klasse F55/56)
- Freddy Durruthy, 1×  (400 Meter, Klasse T13)
- Erick Figueredo
- Gerdan Fonseca, 1×  (Kugelstoßen, Klasse F44)
- Luis Manuel Galano, 1×  (400 Meter, Klasse 13)
- Diosmany Gonzalez
- Luis Felipe Gutierrez, 1×  (100 Meter, Klasse T13)
- Arian Iznaga, 1×  (200 Meter, Klasse T11)
- Yaseen Perez
- Lazaro Raschid Aguilar, 2×  (800 Meter, Klasse T12; 1500 Meter, Klasse T13)
- Felix Rice
- Julio Roque

### Powerlifting (Bankdrücken)
Männer
- Luis Perea
- Cesar Rubio

### Schwimmen
Männer
- Adonis Leon

### Tischtennis
Frauen
- Yanelis Silva

Männer
- Yunier Fernandez
- Erich Manso
- Isvel Trujillo